# Reality (album)
Reality is het 23e studioalbum van de Britse muzikant David Bowie, uitgebracht in 2003. Het was zijn laatste studioalbum tot The Next Day uit 2013.
Het album werd opgenomen in de huisstudio van Bowie en in de Looking Glass Studios, allebei in New York, en is geproduceerd door Bowie en Tony Visconti. De meeste nummers zijn originele composities, met uitzondering van de Modern Lovers-cover van "Pablo Picasso" en het nummer "Try Some, Buy Some" van George Harrison. Deze twee nummers waren bedoeld voor de opvolger van Bowie's coveralbum Pin Ups uit 1973, die nooit werd opgenomen.
Bowie startte met het schrijven van nummers voor dit album kort nadat de sessies van zijn voorgaande album Heathen waren afgerond. Enkele nummers werden snel geschreven, zo duurde het slechts een half uur voordat "Fall Dog Bombs the Moon" af was. Andere nummers duurden langer om a te maken, zoals "Bring Me the Disco King", een nummer dat Bowie al in de jaren '70 schreef en opnieuw probeerde op te nemen voor Black Tie White Noise uit 1993 en Heathen uit 2002. 
Bowie bracht twee nummers van het album uit op single, maar zowel "New Killer Star" als "Never Get Old" behaalde de hitlijsten niet. Een mash-up van het laatste nummer met de klassieker "Rebel Rebel", genaamd "Rebel Never Gets Old", behaalde de Engelse hitlijsten wel op nummer 47.

## Tracklist
- Alle nummers geschreven en gecomposeerd door Bowie, tenzij anders genoteerd.

1. "New Killer Star" – 4:40
2. "Pablo Picasso" (Jonathan Richman) – 4:06
3. "Never Get Old" – 4:25
4. "The Loneliest Guy" – 4:11
5. "Looking for Water" – 3:28
6. "She'll Drive the Big Car" – 4:35
7. "Days" – 3:19
8. "Fall Dog Bombs the Moon" – 4:04
9. "Try Some, Buy Some" (George Harrison) – 4:24
10. "Reality" – 4:23
11. "Bring Me the Disco King" – 7:45

Limited edition bonusdisc
1. "Fly" – 4:10
2. "Queen of All the Tarts (Overture)" – 2:53
3. "Rebel Rebel (2002 Re-recording)" – 3:10
4. "Love Missile F1 Eleven" (Martin Degville/Tony James/Neal Whitmore) – 4:15
5. "Rebel Never Gets Old (Radio Mix)" – 3:27
6. "Rebel Never Gets Old (7th Heaven Edit)" – 4:19
7. "Rebel Never Gets Old (7th Heaven Mix)" – 7:23

## Musici
- David Bowie: zang, gitaar, keyboards, percussie, saxofoon, Stylophone,  synthesizer
- Sterling Campbell: drums
- Gerry Leonard: gitaar
- Earl Slick: gitaar
- Mark Plati: basgitaar, gitaar
- Mike Garson: piano
- David Torn: gitaar
- Gail Ann Dorsey: achtergrondzang
- Catherine Russell: achtergrondzang
- Matt Chamberlain: drums op "Bring Me the Disco King" en "Fly"
- Tony Visconti: basgitaar, gitaar, keyboards, achtergrondzang
- Mario J. McNulty: additionele percussie en drums op "Fall Dog Bombs the Moon", additioneel geluidstechnicus
- Carlos Alomar: gitaar op "Fly"
- Greg Tobler: assistent-geluidstechnicus